# Spoorlijn Langres - Andilly-en-Bassigny
De Spoorlijn Langres - Andilly-en-Bassigny is een Franse spoorlijn van Langres naar Andilly-en-Bassigny. De lijn is 16,9 km lang en heeft als lijnnummer 033 000.

## Geschiedenis
De spoorlijn werd door de Chemins de fer de l'Est geopend op 27 september 1881. Sinds 1988 vindt er geen personenvervoer meer plaats op de lijn die thans buiten gebruik is.

## Aansluitingen
In de volgende plaatsen is of was er een aansluiting op de volgende spoorlijnen:
Langres
RFN 001 000, spoorlijn tussen Paris-Est en Mulhouse-Ville
RFN 034 300, raccordement van Langres
Andilly-en-Bassigny
RFN 032 000, spoorlijn tussen Culmont-Chalindrey en Toul